# Brilliant.org
Brilliant.org est une entreprise américaine créée en 2012, à but lucratif, associée à une communauté associée.[pas clair]

Le site en ligne propose plus de 100 cours guidés dans divers domaines, tels que les mathématiques, les sciences, l'analyse de données et la programmation. Ces cours sont basés sur une pédagogie active. C'est-à-dire qu'ils sont interactifs, engageants et accompagnés de quiz et de problèmes visant à aider les utilisateurs à appliquer ce qu'ils ont appris.
Le modèle économique du site est de type « freemium ».

## Histoire
Brilliant a été fondée en 2012. La PDG et cofondatrice Sue Khim en a présenté l'idée au Launch Festival en mars 2013, attirant le financement du capital-risqueur Chamath Palihapitiya,.
En août 2013, selon TechCrunch, le site Web comptait alors plus de 100 000 utilisateurs et Brilliant.org avait obtenu des financements du Social+Capital Partnership de Palihapitiya ; de 500 startups ; Kapor Capital ; Learn Capital et Hyde Park Angels.
Quatre ans plus tard (juillet 2017), la plateforme comptait plus de 4 millions d'utilisateurs enregistrés. Et en avril 2019, elle atteignait une valorisation de 50 millions de dollars.
À l'origine, Brilliant publiait des énigmes individuelles et parfois des défis mensuels. À un moment donné, les puzzles individuels comprenaient leur problème de la semaine, une sélection des 15 meilleurs puzzles de la semaine.
Actuellement, le contenu est presque entièrement hébergé dans des cours basés sur la résolution de problèmes. Seuls quelques cours dans chaque matière sont disponibles hors abonnement au site.

## Réception
Plusieurs publications ont souligné l'intérêt de Brilliant pour le repérage d'étudiants doués, avec par exemple Farrell Wu aux Philippines,, Dylan Toh à Singapour,, ou Phoebe Cai aux États-Unis,.
Brilliant contribue régulièrement à des énigmes mathématiques et scientifiques publiée dans des journaux tels que The New York Times, The Guardian et FiveThirtyEight,,,,.
Brilliant a également été cité par The Atlantic comme un catalyseur de la « révolution mathématique » et d'une augmentation du nombre d'adolescents américains excellant en mathématiques.
En 2013, Sue Khim, cofondatrice et PDG de Brilliant, a (en mai) détaillé la vision de Brilliant lors d'un TEDx [^2^][3]. figurait dans la liste des 30 personnes de moins de 30 ans  mises en avant par Forbes dans la catégorie Éducation, pour son travail sur Brilliant.
Deux employés de Brilliant figuraient parmi les victimes de l'incendie du MV Conception en 2019.

## Intelligence artificielle
Brilliant.org propose un cours d'introduction aux réseaux de neurones artificiels, qui aborde divers sujets liés à l'intelligence artificielle, tels que la classification en intelligence artificielle, la rétropropagation, les portes logiques, les réseaux convolutionnels, la descente de gradient, la vision par ordinateur, les fonctions d'activation, l'approximation universelle…

## Acquisition
En décembre 2022, Brilliant a acquis Hellosaurus, une société de logiciels et de divertissement qui distribue des programmes interactifs pour les enfants de divers créateurs pour enfants comme The Wiggles, Kids Diana, etc. La PDG, Sue Khim, a déclaré que l'acquisition aidera Brilliant à accélérer sa mission vers l'apprentissage actif.